# 1370년대
1370년대는 1370년부터 1379년까지를 가리킨다.